# Luc de Fougerolles
Luc Rollet de Fougerolles (ur. 12 października 2005 w Londynie) – kanadyjski piłkarz z obywatelstwem brytyjskim występujący na pozycji środkowego lub prawego obrońcy, reprezentant Kanady, od 2023 roku zawodnik angielskiego Fulham.
Jego ojciec pochodzi z Kanady.